# Lê Quốc Sự
Lê Quốc Sự (20 tháng 10 năm 1949 - 3 tháng 9 năm 2022) là Trung tướng Công an nhân dân Việt Nam. Ông từng giữ chức vụ Tổng cục trưởng Tổng cục Hậu cần, Bộ Công an (Việt Nam).

## Tiểu sử
Ngày 14 tháng 2 năm 2006, ông được Bộ Công an Việt Nam trao quân hàm Trung tướng Công an nhân dân Việt Nam cùng với Trần Văn Thảo (Tổng cục trưởng Tổng cục Cảnh sát) và Đỗ Xuân Thọ (Tổng cục trưởng Tổng cục 6). Lúc này ông đang là Tổng cục trưởng Tổng cục 4, Bộ Công an Việt Nam.
Tháng 1 năm 2008, Lê Quốc Sự là Trung tướng Công an nhân dân Việt Nam, Bí thư Đảng ủy, Tổng cục trưởng Tổng cục Hậu cần, Bộ Công an (Việt Nam).
Ông qua đời trong ngày dịp lễ Quốc khánh 2/9 vào ngày 3 tháng 9 năm 2022.

## Phong tặng

### Lịch sử thụ phong quân hàm
- Thiếu tướng Công an nhân dân Việt Nam
- Trung tướng Công an nhân dân Việt Nam (tháng 2 năm 2006)

## Kỉ luật
Tháng 10 năm 2010, Lê Quốc Sự bị Ủy ban Kiểm tra Trung ương Đảng Cộng sản Việt Nam khóa 10 kỉ luật cảnh cáo về Đảng vì "thiếu trách nhiệm để đơn vị xảy ra nhiều khuyết điểm, vi phạm trong lĩnh vực quản lý, mua sắm tài sản; vi phạm các quy định của Nhà nước về quản lý, sử dụng đất an ninh; gửi tiền có nguồn từ ngân sách Nhà nước vào ngân hàng."